# La Tieule
La Tieule est une commune française, située dans le sud-ouest du département de la Lozère en région Occitanie.
Exposée à un climat de montagne, elle est drainée par le ruisseau de Saint-Saturnin. La commune possède un patrimoine naturel remarquable : un site Natura 2000 (le « vallon de l'Urugne ») et deux zones naturelles d'intérêt écologique, faunistique et floristique.
La Tieule est une commune rurale qui compte 95 habitants en 2022, après avoir connu un pic de population de 312 habitants en 1846.  Ses habitants sont appelés les Tieulois ou  Tieuloises.

## Géographie

### Communes limitrophes
Les communes limitrophes sont  Banassac-Canilhac, Campagnac, La Canourgue, Massegros Causses Gorges, Saint-Saturnin et Sévérac d'Aveyron.
La commune est limitrophe du département de l'Aveyron.
|                             | Banassac-Canilhac        | Saint-Saturnin |
| Campagnac (Aveyron)         | La Tieule                | La Canourgue   |
| Sévérac d'Aveyron (Aveyron) | Massegros Causses Gorges |                |

### Climat
Pour des articles plus généraux, voir Climat de l'Occitanie et Climat de la Lozère.
En 2010, le climat de la commune est de type climat des marges montargnardes, selon une étude s'appuyant sur une série de données couvrant la période 1971-2000. En 2020, Météo-France publie une typologie des climats de la France métropolitaine dans laquelle la commune est exposée à un climat de montagne ou de marges de montagne et est dans la région climatique Sud-est du Massif Central, caractérisée par une pluviométrie annuelle de 1 000 à 1 500 mm, minimale en été, maximale en automne.
Pour la période 1971-2000, la température annuelle moyenne est de 8,8 °C, avec une amplitude thermique annuelle de 15,8 °C. Le cumul annuel moyen de précipitations est de 1 040 mm, avec 11 jours de précipitations en janvier et 6 jours en juillet. Pour la période 1991-2020, la température moyenne annuelle observée sur la station météorologique la plus proche, située sur la commune de Saint-Pierre-des-Tripiers à 22 km à vol d'oiseau, est de 9,6 °C et le cumul annuel moyen de précipitations est de 876,3 mm,. Pour l'avenir, les paramètres climatiques de la commune estimés pour 2050 selon différents scénarios d'émission de gaz à effet de serre sont consultables sur un site dédié publié par Météo-France en novembre 2022.

### Milieux naturels et biodiversité

#### Réseau Natura 2000

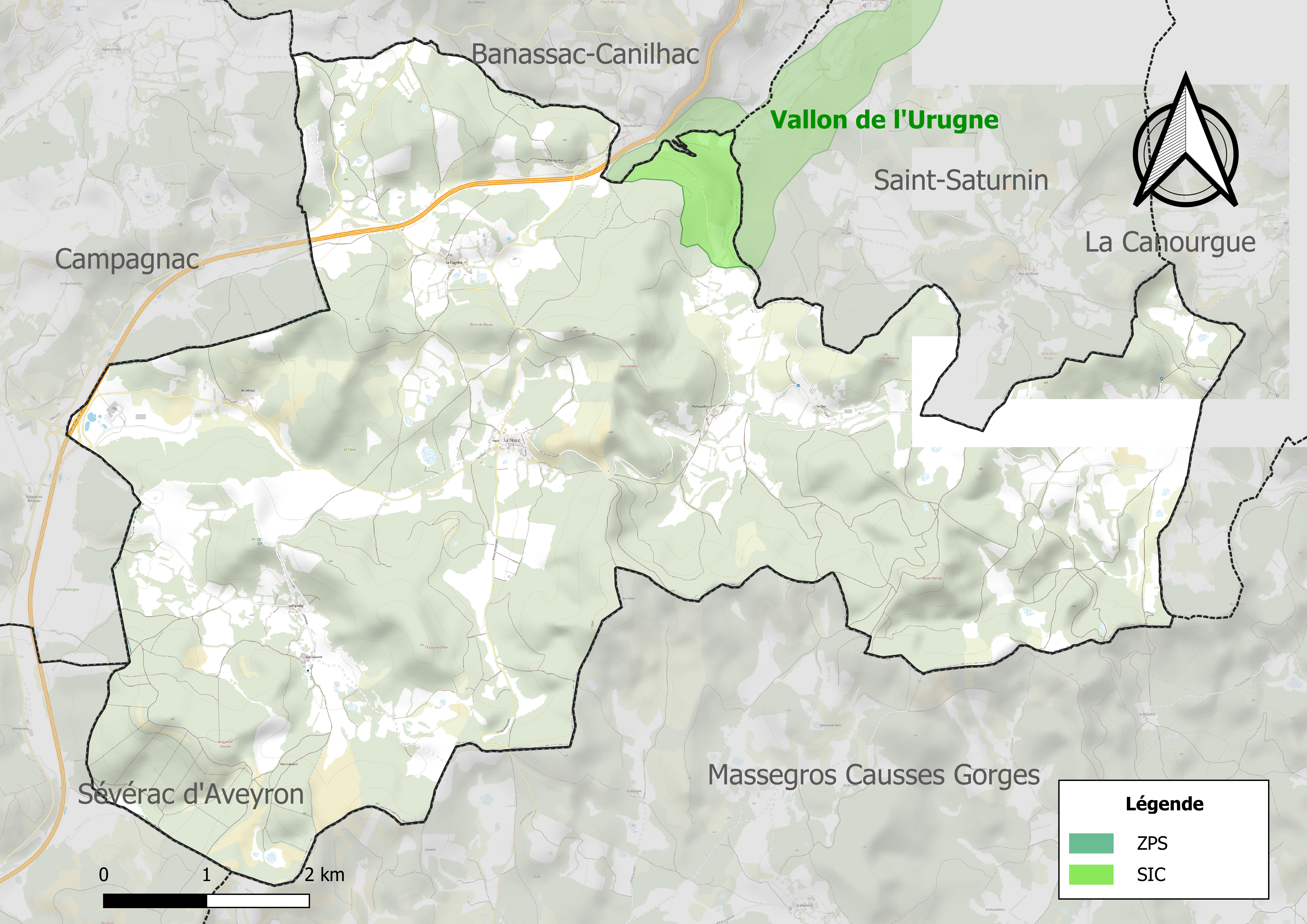
Site Natura 2000 sur le territoire communal.

Le réseau Natura 2000 est un réseau écologique européen de sites naturels d'intérêt écologique élaboré à partir des directives habitats et oiseaux, constitué de zones spéciales de conservation (ZSC) et de zones de protection spéciale (ZPS).
Un site Natura 2000 a été défini sur la commune au titre de la directive habitats : le « vallon de l'Urugne », d'une superficie de 578 ha, l'un des principaux sites d'hivernage du grand Rhinolophe avec entre 40 et 75 individus. Seuls quatre sites principaux sont connus dans l'ex région Languedoc-Roussillon.

#### Zones naturelles d'intérêt écologique, faunistique et floristique
L’inventaire des zones naturelles d'intérêt écologique, faunistique et floristique (ZNIEFF) a pour objectif de réaliser une couverture des zones les plus intéressantes sur le plan écologique, essentiellement dans la perspective d’améliorer la connaissance du patrimoine naturel national et de fournir aux différents décideurs un outil d’aide à la prise en compte de l’environnement dans l’aménagement du territoire.
Une ZNIEFF de type 1 est recensée sur la commune :
la « grotte de Roquaizou » (20 ha), couvrant 3 communes du département et une ZNIEFF de type 2, : 
le « vallon de l'Urugne et corniches de Saint-Saturnin » (646 ha), couvrant 4 communes du département.

Cartes des ZNIEFF de type 1 et 2 à La Tieule.
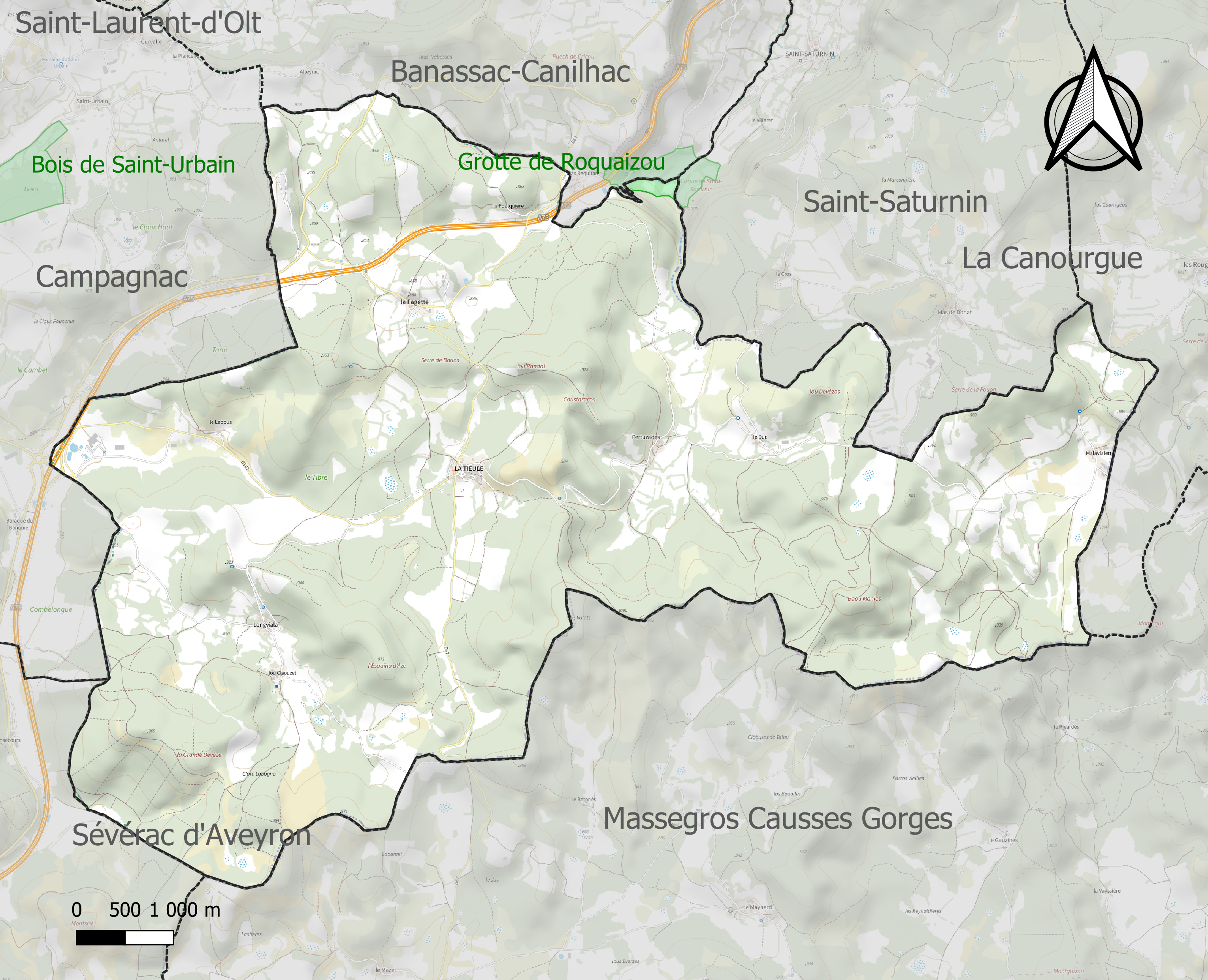
Carte de la ZNIEFF de type 1 sur la commune.
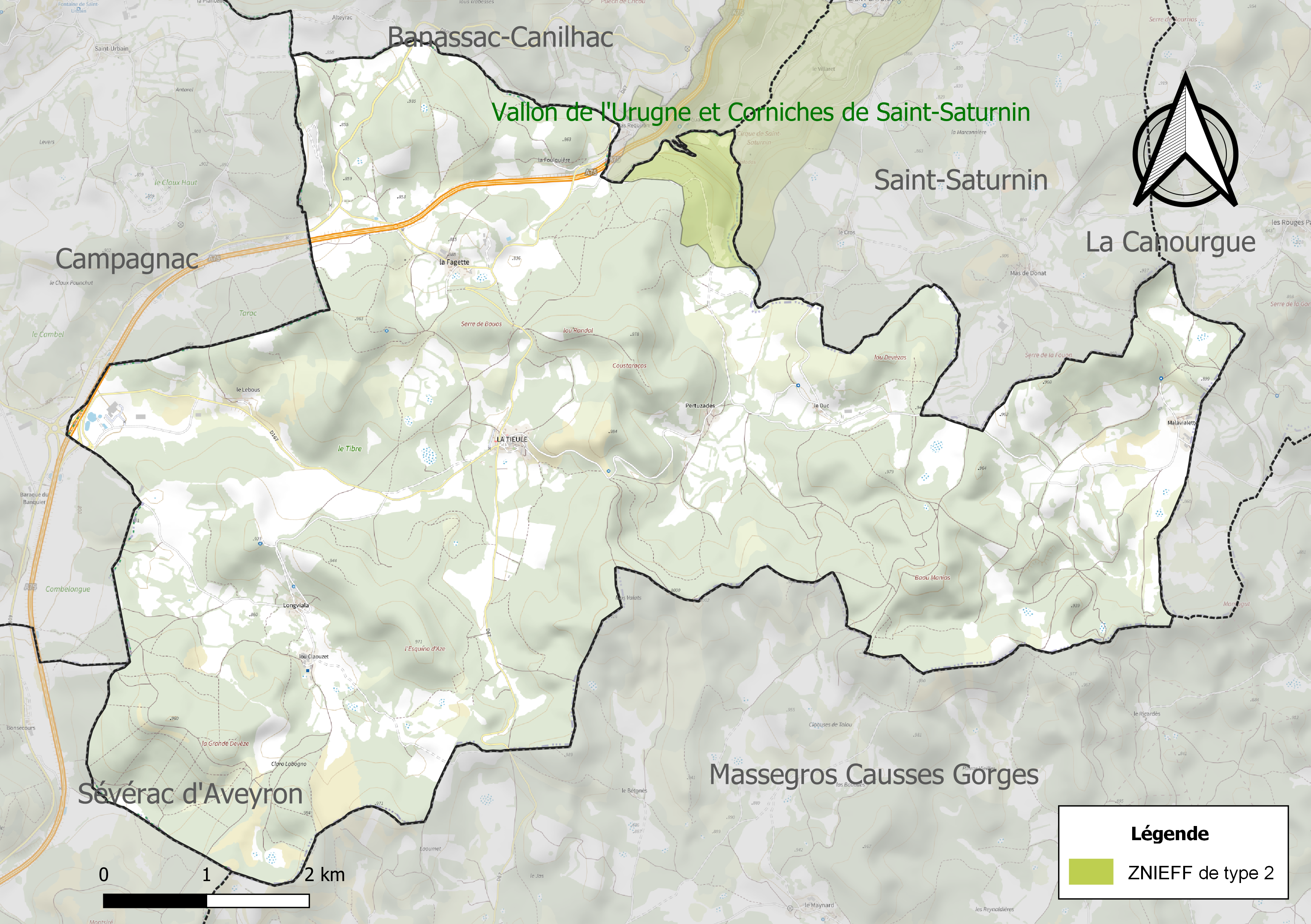
Carte de la ZNIEFF de type 2 sur la commune.

## Urbanisme

### Typologie
Au 1er janvier 2024, La Tieule est catégorisée commune rurale à habitat très dispersé, selon la nouvelle grille communale de densité à sept niveaux définie par l'Insee en 2022.
Elle est située hors unité urbaine et hors attraction des villes,.

### Occupation des sols
L'occupation des sols de la commune, telle qu'elle ressort de la base de données européenne d’occupation biophysique des sols Corine Land Cover (CLC), est marquée par l'importance des forêts et milieux semi-naturels (70,1 % en 2018), en diminution par rapport à 1990 (73,2 %). La répartition détaillée en 2018 est la suivante : 
forêts (66,3 %), prairies (22,8 %), zones agricoles hétérogènes (5,6 %), milieux à végétation arbustive et/ou herbacée (3,8 %), terres arables (1,5 %). L'évolution de l’occupation des sols de la commune et de ses infrastructures peut être observée sur les différentes représentations cartographiques du territoire : la carte de Cassini (XVIIIe siècle), la carte d'état-major (1820-1866) et les cartes ou photos aériennes de l'IGN pour la période actuelle (1950 à aujourd'hui).

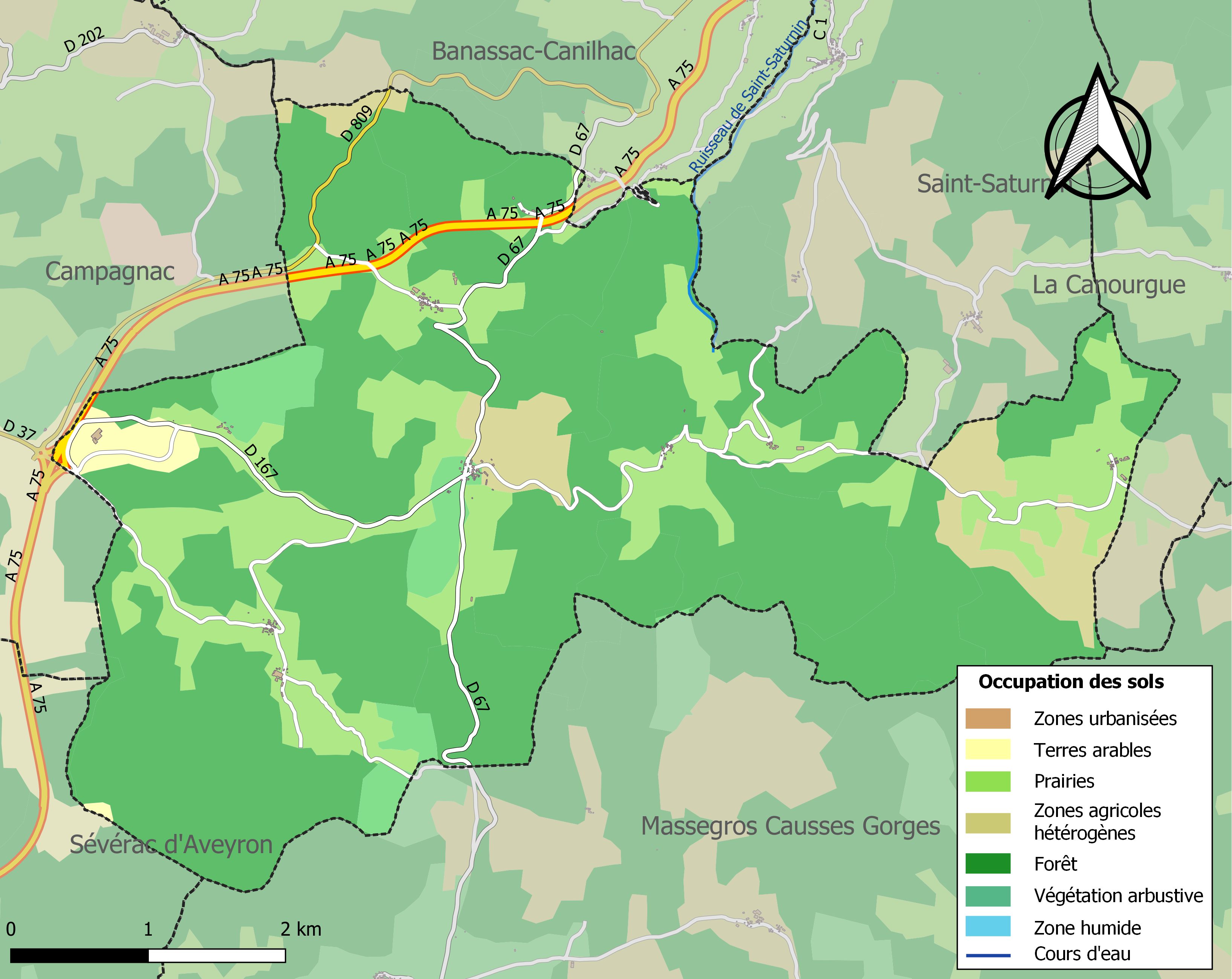
Carte des infrastructures et de l'occupation des sols de la commune en 2018 (CLC).

### Risques majeurs
Le territoire de la commune de La Tieule est vulnérable à différents aléas naturels : météorologiques (tempête, orage, neige, grand froid, canicule ou sécheresse), feux de forêts, mouvements de terrains et séisme (sismicité faible). Il est également exposé à un risque technologique,  le transport de matières dangereuses. Un site publié par le BRGM permet d'évaluer simplement et rapidement les risques d'un bien localisé soit par son adresse soit par le numéro de sa parcelle.

#### Risques naturels
La Tieule est exposée au risque de feu de forêt. Un plan départemental de protection des forêts contre les incendies (PDPFCI) a été approuvé en décembre 2014 pour la période 2014-2023. Les mesures individuelles de prévention contre les incendies sont précisées par divers arrêtés préfectoraux et s’appliquent dans les zones exposées aux incendies de forêt et à moins de 200 mètres de celles-ci. L’arrêté du 23 mars 2018, complété par un arrêté de 2020, réglemente l'emploi du feu en interdisant notamment d’apporter du feu, de fumer et de jeter des mégots de cigarette dans les espaces sensibles et sur les voies qui les traversent sous peine de sanctions. L'arrêté du 23 août 2021, abrogeant un arrêté de 2002, rend le débroussaillement obligatoire, incombant au propriétaire ou ayant droit,,.

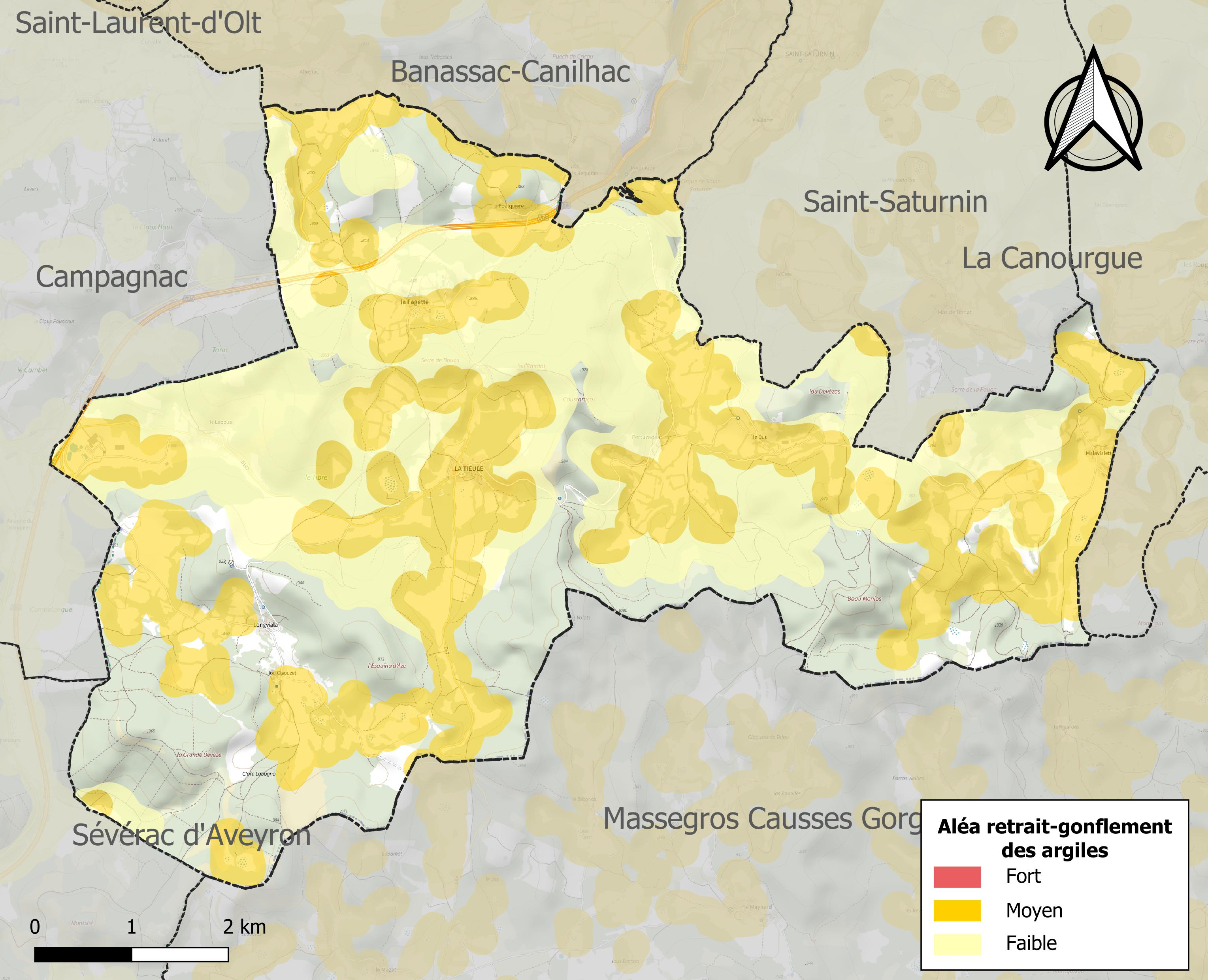
Carte des zones d'aléa retrait-gonflement des sols argileux de La Tieule.

Les mouvements de terrains susceptibles de se produire sur la commune sont des affaissements et effondrements liés aux cavités souterraines (hors mines), des éboulements, chutes de pierres et de blocs et des tassements différentiels. Par ailleurs, afin de mieux appréhender le risque d’affaissement de terrain, l'inventaire national des cavités souterraines permet de localiser celles situées sur la commune.
Le retrait-gonflement des sols argileux est susceptible d'engendrer des dommages importants aux bâtiments en cas d’alternance de périodes de sécheresse et de pluie. 40,3 % de la superficie communale est en aléa moyen ou fort (15,8 % au niveau départemental et 48,5 % au niveau national). Sur les 60 bâtiments dénombrés sur la commune en 2019,  40 sont en aléa moyen ou fort, soit 67 %, à comparer aux 14 % au niveau départemental et 54 % au niveau national. Une cartographie de l'exposition du territoire national au retrait gonflement des sols argileux est disponible sur le site du BRGM,.
Par ailleurs, afin de mieux appréhender le risque d’affaissement de terrain, l'inventaire national des cavités souterraines permet de localiser celles situées sur la commune.
La commune a été reconnue en état de catastrophe naturelle au titre des dommages causés par les inondations et coulées de boue survenues en 1982 et 2020. 

#### Risques technologiques
Le risque de transport de matières dangereuses sur la commune est lié à sa traversée par des infrastructures routières ou ferroviaires importantes ou la présence d'une canalisation de transport d'hydrocarbures. Un accident se produisant sur de telles infrastructures est susceptible d’avoir des effets graves sur les biens, les personnes ou l'environnement, selon la nature du matériau transporté. Des dispositions d’urbanisme peuvent être préconisées en conséquence.

## Politique et administration
| Période | Période | Identité            | Étiquette | Qualité |
| ------- | ------- | ------------------- | --------- | ------- |
| 2001    | 2008    | Jean-Marie Constans |           |         |
| 2008    |         | Emmanuel Castan     |           |         |

## Démographie
L'évolution du nombre d'habitants est connue à travers les recensements de la population effectués dans la commune depuis 1846. Pour les communes de moins de 10 000 habitants, une enquête de recensement portant sur toute la population est réalisée tous les cinq ans, les populations de référence des années intermédiaires étant quant à elles estimées par interpolation ou extrapolation. Pour la commune, le premier recensement exhaustif entrant dans le cadre du nouveau dispositif a été réalisé en 2008.

En 2022, la commune comptait 95 habitants, en évolution de +5,56 % par rapport à 2016 (Lozère : +0,11 %, France hors Mayotte : +2,11 %).
| 1846 | 1851 | 1856 | 1861 | 1866 | 1872 | 1876 | 1881 | 1886 |
| ---- | ---- | ---- | ---- | ---- | ---- | ---- | ---- | ---- |
| 312  | 299  | 280  | 250  | 235  | 251  | 160  | 279  | 262  |

| 1891 | 1896 | 1901 | 1906 | 1911 | 1921 | 1926 | 1931 | 1936 |
| ---- | ---- | ---- | ---- | ---- | ---- | ---- | ---- | ---- |
| 226  | 215  | 206  | 203  | 222  | 177  | 148  | 151  | 144  |

| 1946 | 1954 | 1962 | 1968 | 1975 | 1982 | 1990 | 1999 | 2006 |
| ---- | ---- | ---- | ---- | ---- | ---- | ---- | ---- | ---- |
| 150  | 112  | 97   | 72   | 58   | 49   | 54   | 68   | 94   |

| 2008 | 2013 | 2018 | 2022 | - | - | - | - | - |
| ---- | ---- | ---- | ---- | - | - | - | - | - |
| 102  | 90   | 93   | 95   | - | - | - | - | - |

## Économie

### Emploi
|                | 2008  | 2013  | 2018   |
| -------------- | ----- | ----- | ------ |
| Commune        | 4,5 % | 5,4 % | 12,1 % |
| Département    | 5 %   | 6,4 % | 7,1 %  |
| France entière | 8,3 % | 10 %  | 10 %   |

En 2018, la population âgée de 15 à 64 ans s'élève à 58 personnes, parmi lesquelles on compte 79,3 % d'actifs (67,2 % ayant un emploi et 12,1 % de chômeurs) et 20,7 % d'inactifs,. En  2018, le taux de chômage communal (au sens du recensement) des 15-64 ans est supérieur à celui du département et de la France, alors qu'en 2008 la situation était inverse.
La commune est hors attraction des villes,. Elle compte 101 emplois en 2018, contre 31 en 2013 et 18 en 2008. Le nombre d'actifs ayant un emploi résidant dans la commune est de 40, soit un indicateur de concentration d'emploi de 252,8 % et un taux d'activité parmi les 15 ans ou plus de 62,7 %.
Sur ces 40 actifs de 15 ans ou plus ayant un emploi, 12 travaillent dans la commune, soit 30 % des habitants. Pour se rendre au travail, 75 % des habitants utilisent un véhicule personnel ou de fonction à quatre roues, 10 % s'y rendent en deux-roues, à vélo ou à pied et 15 % n'ont pas besoin de transport (travail au domicile).

## Culture locale et patrimoine

### Lieux et monuments
- Église Saint-Barthélemy de La Tieule. L'édifice est référencé dans la base Mérimée et à l'Inventaire général Région Occitanie[27]. De nombreux objets sont référencés dans la base Palissy (voir les notices liées)[27].

### Héraldique
| Blason de La Tieule | Blason  | D'azur, à une voûte caussenarde en lauze d'argent, cantonné en chef de deux feuilles de hêtre d'or, montant en barre et en bande ; à une plaine herbée d'or, sur laquelle s'élève un dolmen d'argent, accompagné en chef d'une gerbe de blé de neuf épis d'or et accosté de deux demi brebis affrontées d'argent, se mouvant des flancs de l'écu ; le tout brochant sur la voûte. |
| Blason de La Tieule | Détails | L'attachement à l'agropastoralisme qui anime la commune de La Tieule est marquée par les brebis, la plaine herbeuse et la gerbe de blé. Cette gerbe de blé est composée de neuf épis pour chacun des lieux habités : La Tieule, Le Lebous, Longviala, Pertuzades, Le Duc, Malavilette, La Falgette, Lou-Claouzet et La Foulguière. Le dolmen indique la présence de celui du Lebous. L'azur reprend le champ des armes du seigneur de Canilhac, fondateur de la baronnie du même nom et dont l'influence s'étendait jusqu'à La Tieule. Le blason exact est « d'azur au lévrier rampant d'argent, colleté et onglé de gueules à la bordure componée d'argent ». La reprise intégrale du blason de famille étant interdite pour les municipalités, il suffit d'en emprunter un ou plusieurs éléments. La voûte recouverte de lauze traduit le nom du village (La tuile) et permet de marquer le patrimoine architectural de la commune typiquement caussenard avec ces toits de lauzes sur voûte comme on les trouve sur chacun des huit lieux habités. Les deux feuilles de hêtre symbolisent les bois. Les ornements représentent deux fleurs de cardabelle de sinople, fleuries d'or, mises en sautoir par la pointe et liées d'argent, le village se trouvant sur le Causse de Sauveterre. Le listel d'argent porte le nom de la commune en lettres majuscules de sable. La couronne de tours dit que l'écu est celui d'une commune ; elle n'a rien à voir avec des fortifications. Le statut officiel du blason reste à déterminer. |